# 四人集团
四人集团（匈牙利語：négyesfogat、négy csoport），又被称为四驾马车或四人帮、四人团伙，指的是匈牙利共产党内的一个左倾教条主义派系，源于1949年以后在匈牙利的国家建设上，匈牙利共产党领导人盲目、机械地照抄照搬苏联模式，将“斯大林主义”匈牙利化。其中拉科西·马加什、格罗·埃诺、法卡斯·米哈伊、雷瓦伊·约瑟夫四人联合把持着党政军警大权，在意识形态上严加管控，大搞个人迷信和“拉科西主义”，匈牙利共产党中央政治局、中央书记处，匈牙利国民议会、共和国主席团、人民阵线、政府、群众团体都成了被操纵的工具。结果经济急速恶化，人民生活水平不断下降，民主与法制遭到践踏，制造了大批冤假错案，社会矛盾日益尖锐。1953年3月斯大林病逝后，针对匈牙利日益恶化的形势，克里姆林宫方面批评了匈牙利共产党的左倾错误政策。在苏联的干预下，6月匈牙利共产党中央全会第一次批判了“四人集团”在社会主义建设中所犯的严重错误，全会决定解除拉科西·马加什总理一职，由纳吉·伊姆雷接任，从此开始了一段被称为匈牙利新阶段时期以及匈牙利第一次改革探索。

## 成员
- 拉科西·马加什——匈牙利共产党中央委员会总书记、党中央委员会第一书记、匈牙利人民共和国部长会议主席
- 格罗·埃诺——匈牙利人民共和国部长会议副主席、内务部部长
- 法卡斯·米哈伊——匈牙利共产党中央委员会副总书记、匈牙利人民共和国国防部长
- 雷瓦伊·约瑟夫——匈牙利共产党中央委员会副总书记，匈牙利人民共和国主席团副主席、国民文化和教育部长

### 书籍
- 《燃烧的多瑙河——匈牙利1956年事件真相》，2009年4月版，新华出版社，ISBN: 9787501187416